# 11252 Laertes
11252 Laertes este o planetă minoră (asteroid), cu un diametru de 41,093 km, din Asteroid troian al lui Jupiter. A fost descoperită pe 19 septembrie 1973 la Observatorul Palomar de Cornelis Johannes van Houten și a fost numită după Laerte⁠(d). 
Obiectul prezintă o orbită caracterizată de o semiaxă mare de 5,1409455 UAi, o excentricitate de 0,029, o înclinație de 5,85755 ° în raport cu ecliptica.